# Distrito Sur (Jerez de la Frontera)
Distrito Sur es uno de los siete distritos de la ciudad de Jerez de la Frontera, en la provincia de Cádiz, España. Cuenta con una población de 32.679 habitantes y una extensión 11,5 km². Limita con el distrito oeste, el distrito centro, la zona rural de La Cartuja y la pedanía de El Portal. En su término se encuentra la Laguna de Torrox, el polígono industrial El Portal, el Parque Empresarial Oeste, el Estadio de La Juventud, donde juega el Jerez Industrial CF, el club de golf Sherry Golf Jerez, las Bodegas Williams & Humbert y las Bodegas González Byass.
Posible conexión en la antigüedad entre el río Guadalete y el río Guadalquivir. 

## Barrios

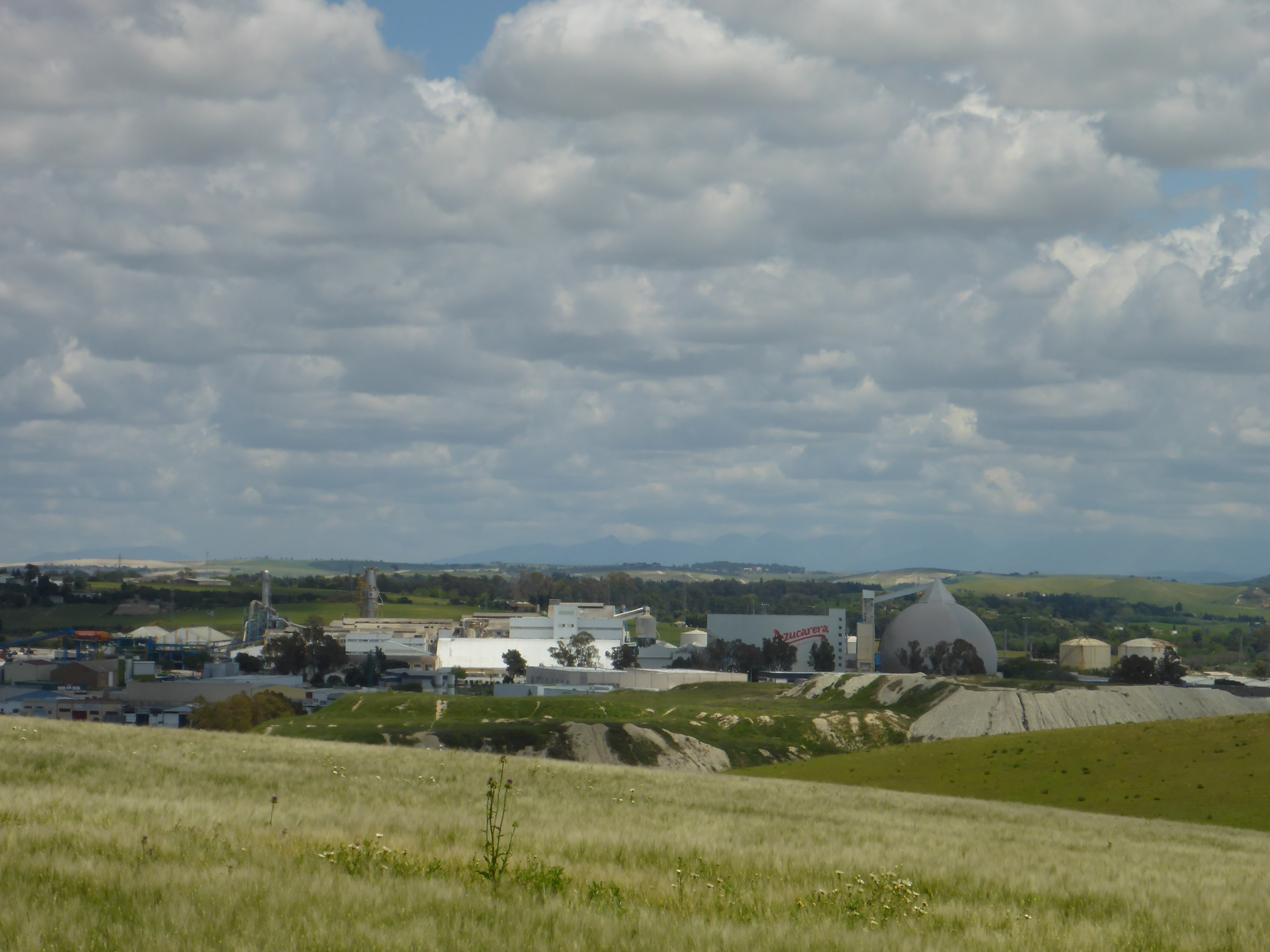
Polígono industrial El Portal con azucarera

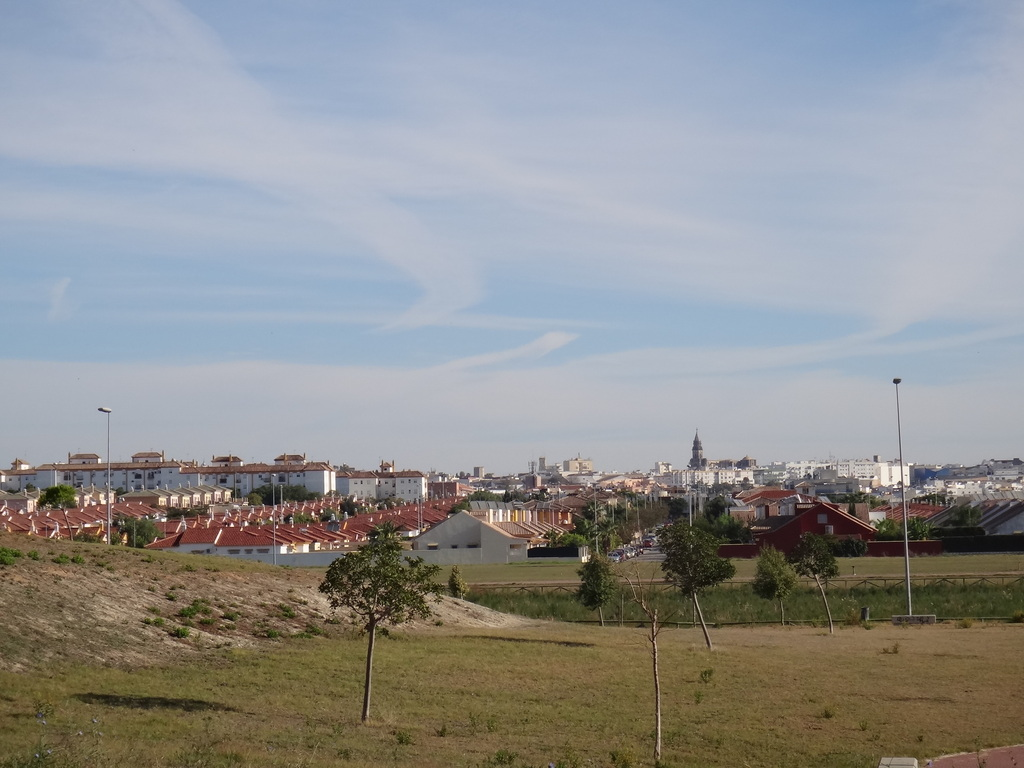
Laguna de Torrox y zona sur

| - Estancia Barrera - Vista Alegre - Agrimensor - Torresoto - Residencial Cartuja - Hijuela de las Coles - Federico Mayo - Polígono San Telmo - Cerrofruto | - Calle Mandamiento Nuevo - San Telmo Nuevo - Liberación - Polígono El Portal - Constitución - Avd. Alcalde Cantos Ropero - Vallesequillo II - Blas Infante | - Santo Tomás de Aquino - Puerta del Sur - Plaza Luis Parada - Plaza José Guerra Carretero - Torres del Sur - Parque Empresarial Oeste - Guadabajaque - Matacardillo |  |